# Santiuste de San Juan Bautista
Santiuste de San Juan Bautista település Spanyolországban, Segovia tartományban. Santiuste de San Juan Bautista Nava de la Asunción, Rapariegos, San Cristóbal de la Vega, Tolocirio, Montejo de Arévalo, Puras, Fuente de Santa Cruz és Coca községekkel határos. Lakosainak száma 535 fő (2024).

## Népesség
A település népessége az elmúlt években az alábbi módon változott:
| Lakosok száma | 774  | 742  | 684  | 649  | 636  | 622  | 575  | 545  | 539  | 535  |
|               | 2001 | 2004 | 2007 | 2009 | 2012 | 2014 | 2017 | 2019 | 2022 | 2024 |